# Huelga

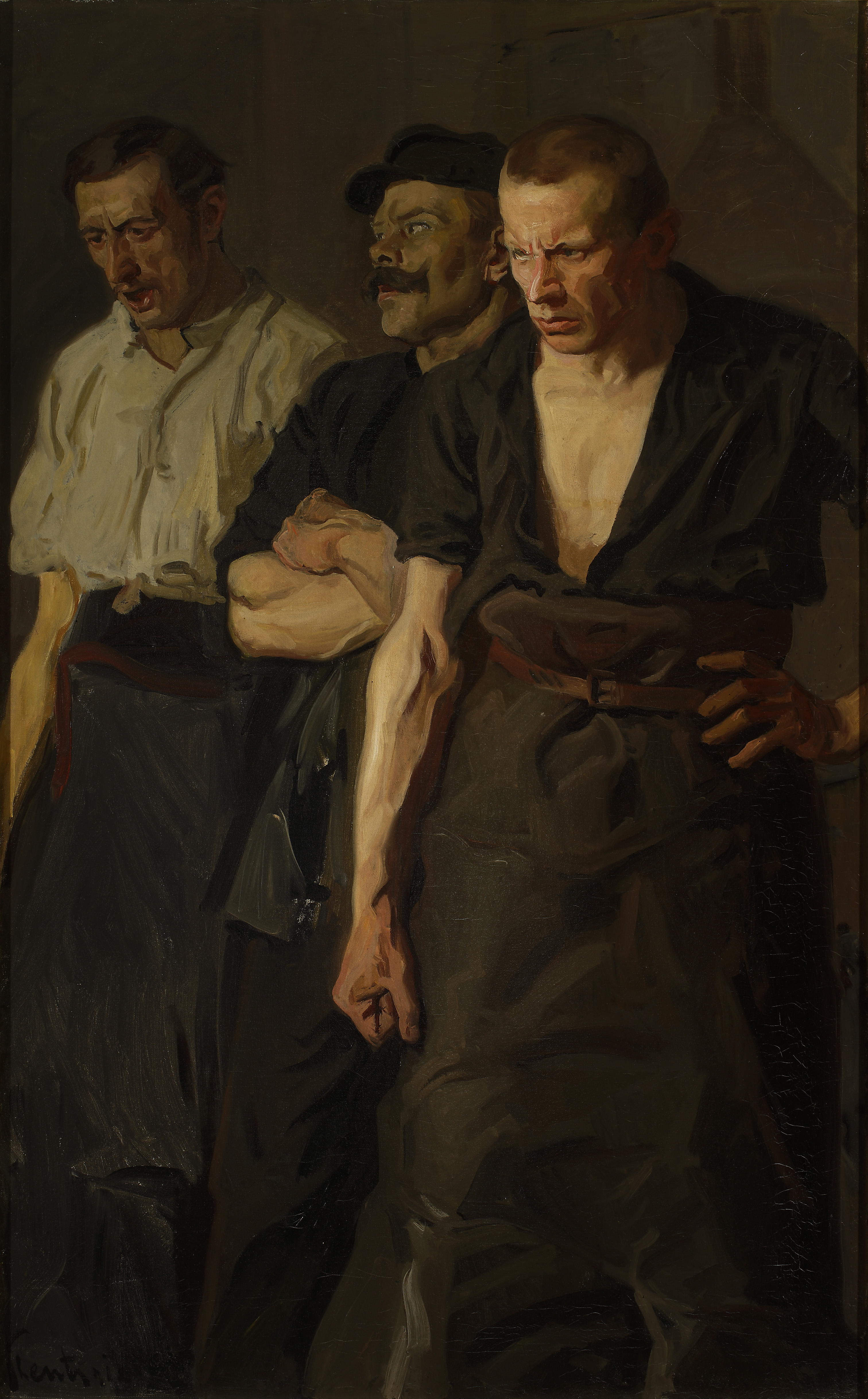
La huelga (Strajk), pintura de Stanisław Lentz.

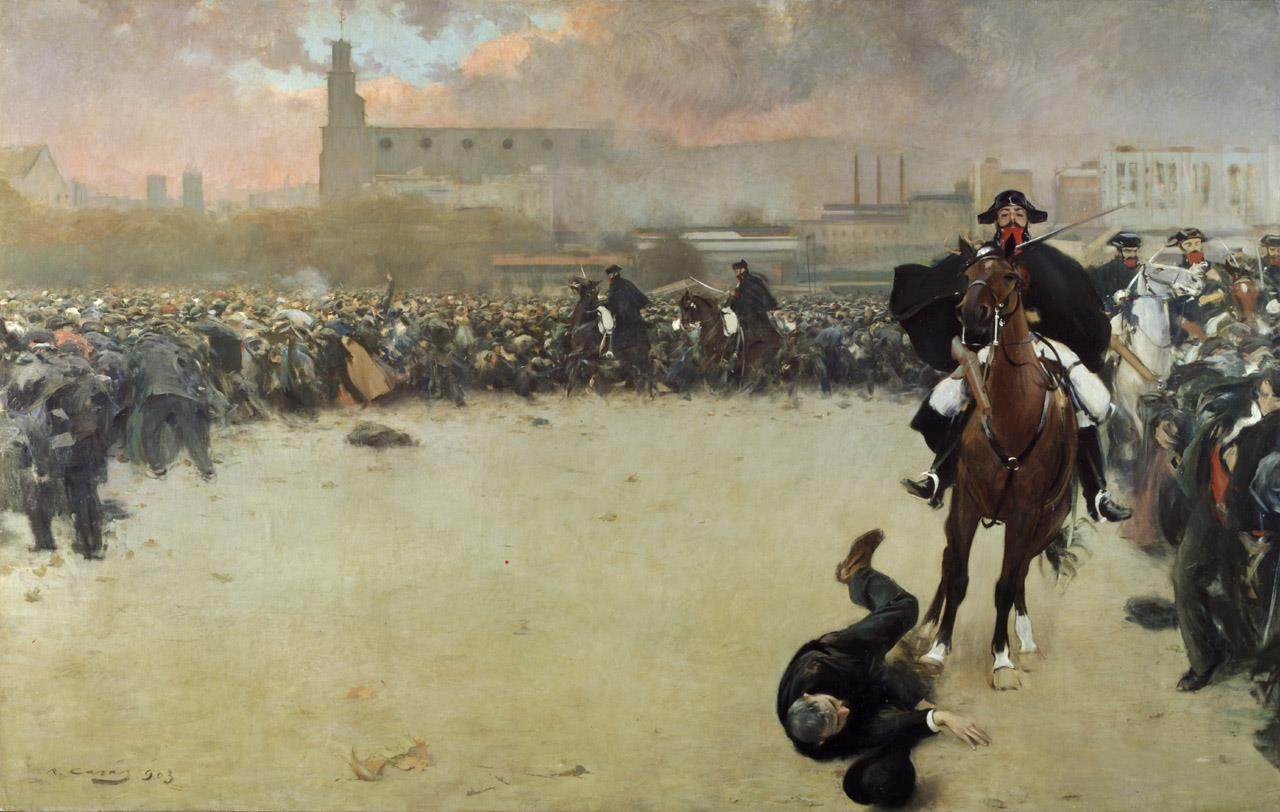
La carga de Ramón Casas (1903). La obra muestra a un Guardia Civil cargando contra la multitud durante una huelga en Barcelona.

La huelga o paro es una  protesta en la que sus  miembros se abstienen de realizar la actividad que realizan normalmente en perjuicio de aquellos a los que dirigen sus reclamos o sus quejas. El tipo más importante y extendido es la huelga laboral o paro que es la suspensión colectiva de su actividad por parte de los trabajadores con el fin de reivindicar mejoras en las condiciones de trabajo o manifestarse contra recortes en los derechos sociales; según la Organización Internacional del Trabajo, es uno de los medios legítimos fundamentales de que disponen los ciudadanos y específicamente los trabajadores (a través del movimiento sindical y las organizaciones sindicales) para la promoción y defensa de sus intereses económicos y sociales.

## Orígenes de la huelga

El llamado "Papiro de la Huelga" escrito por Amunnakht, entre 1187 y 1157 a.C., Imperio Nuevo de Egipto. Museo Egipcio, Turín.

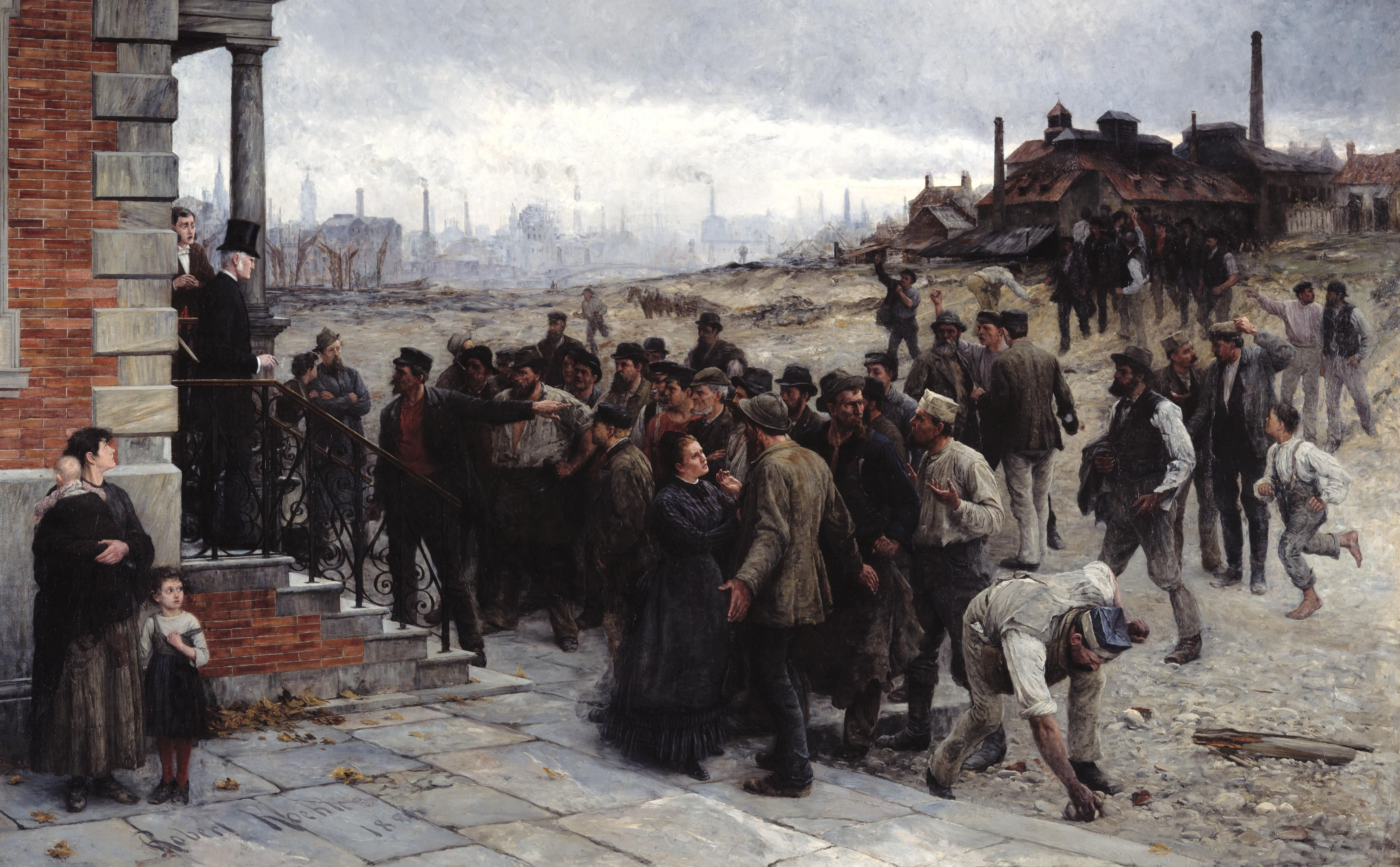
Trabajadores protestan al dueño de la fábrica en "The Strike", por Robert Koehler, 1886.

La primera huelga documentada ocurrió en el Antiguo Egipto, organizada por los trabajadores y artesanos de Set Maat (actual Deir el-Medina) durante el reinado de Ramsés III, hacia el año 1166 a. C.
La huelga está asociada a la demanda de mejores condiciones de trabajo, al desarrollo del movimiento sindical y a la expansión del sindicalismo internacional y, en general, a la lucha de clases. Aunque sus orígenes se remontan a la Revolución francesa de 1789 su pleno desarrollo se produce con la Revolución industrial y la generalización del trabajo asalariado a finales del siglo XVIII y principios del siglo XIX.
El origen de la huelga está unido al movimiento sindical: los primeros movimientos obreros se sitúan en Inglaterra. Allí apareció el ludismo conducido por Ned Ludd y conocido como el movimiento de los rompedores de máquinas (1810-1811). En años posteriores, 1830, aparecen las primeras organizaciones obreras de carácter gremial (trabajadores que se dedican sólo a un oficio). En Inglaterra tomaron el nombre de trade-unions (literalmente «agrupaciones gremiales») y más adelante, por la tendencia a abreviar en inglés, unions («sindicato» o «unión sindical»). 
A los movimientos sindicales de distinto signo (anarquismo, comunismo, socialismo) van también asociados al desarrollo teórico de la existencia de una clase trabajadora obligada a desarrollar una lucha de clases para el reconocimiento de valor como fuerza de trabajo en la creación de riqueza. La práctica de la huelga es considerada como una herramienta para reivindicar mejoras en las condiciones de trabajo. El derecho de huelga es otra de la reivindicaciones del movimiento sindical. En este sentido las Combination Acts (leyes inglesas que prohibían los sindicatos) no fueron derogadas hasta 1824.
El inicio del desarrollo teórico se produce básicamente por Karl Marx y Engels en el «Manifiesto Comunista» y el posterior desarrollo en libros como El Capital en el que se propugna, para alcanzar objetivos de la clase trabajadora, una revolución.

## Derecho de huelga
El desarrollo de la socialdemocracia en el siglo XX contribuyó a que la huelga laboral dejara de estar severamente penalizada. Fue entonces cuando el derecho de huelga fue reconocido internacionalmente como un derecho esencial de los trabajadores constitutivo de la libertad sindical. Se trata de uno de los derechos de segunda generación, que se reconoce en la actualidad en la mayoría de los ordenamientos internos y en tratados internacionales de alcance universal como el Pacto Internacional de Derechos Económicos, Sociales y Culturales.

## Tipos de huelgas
Las huelgas, como modo de protesta y reivindicación, pueden clasificarse del siguiente modo:

### Por ámbito
- Huelga laboral: Internacionalmente la huelga es reconocida como un derecho fundamental de los trabajadores, constitutivo de la libertad sindical. Generalmente consiste en dejar de trabajar con el objetivo de conseguir ventajas laborales o sociales.
- Huelga de consumo: es una forma de protesta que consiste en dejar de consumir bienes y servicios para apoyar una huelga laboral o con otros fines reivindicativos.
- Huelga de hambre: es una forma de protesta que consiste en dejar de ingerir alimentos durante el tiempo que haga falta hasta que su reivindicación sea atendida.
- Huelga revolucionaria, o huelga general revolucionaria es la huelga que, aunque puede motivarse en reivindicaciones de carácter económico o social su objetivo alcanza o supera esas reivindicaciones y pretende cambios en el estatus político (cambio de gobierno o cambio en la forma de gobierno), considerándose entonces como una huelga social, ya sea política, revolucionaria o de subversión.
- Huelga de vientres es la huelga que promueve la limitación de la natalidad y la maternidad consciente mediante el uso de métodos anticonceptivos entre las clases bajas o pobres con el objeto de que no sean mano de obra barata ni carne de cañón.
- Huelga sexual, huelga de sexo o huelga de piernas cruzadas, es una huelga que realiza abstinencia sexual con el objetivo de alcanzar ciertos objetivos políticos o sociales.
- Huelga de estudiantes, huelga en la que sus participantes son estudiantes, bien de universidad o de otras fases educativas. Las reclamaciones suelen estar ligadas, pero no exclusivamente, al sistema educativo. Algunas huelgas de estudiantes prolongadas han significado la apertura de procesos más importantes como revueltas o revoluciones con otros sectores de la sociedad, como el Mayo del 68.

#### Tipos de huelga laboral
La huelga laboral, dependiendo de sus características, puede ser:
- Huelga de celo, cuando se aplica con meticulosidad las disposiciones reglamentarias y se realizan con gran lentitud el trabajo para que descienda el rendimiento y se retrasen los servicios.
- Huelga de brazos caídos, reivindicativa o de protesta que se practica en el puesto habitual de trabajo permaneciendo inactivo. Variantes de esta:
  - Huelga de bolígrafos caídos: aquella en la que los policías se niegan a poner multas.[5] También utilizada para describir huelgas de periodistas.[6]
  - Huelga de tetas caídas: aquella en la que los ganaderos se niegan a ordeñar a las vacas o de proveer la leche a los distribuidores.[7]

Además, puede ser:
Por su extensión

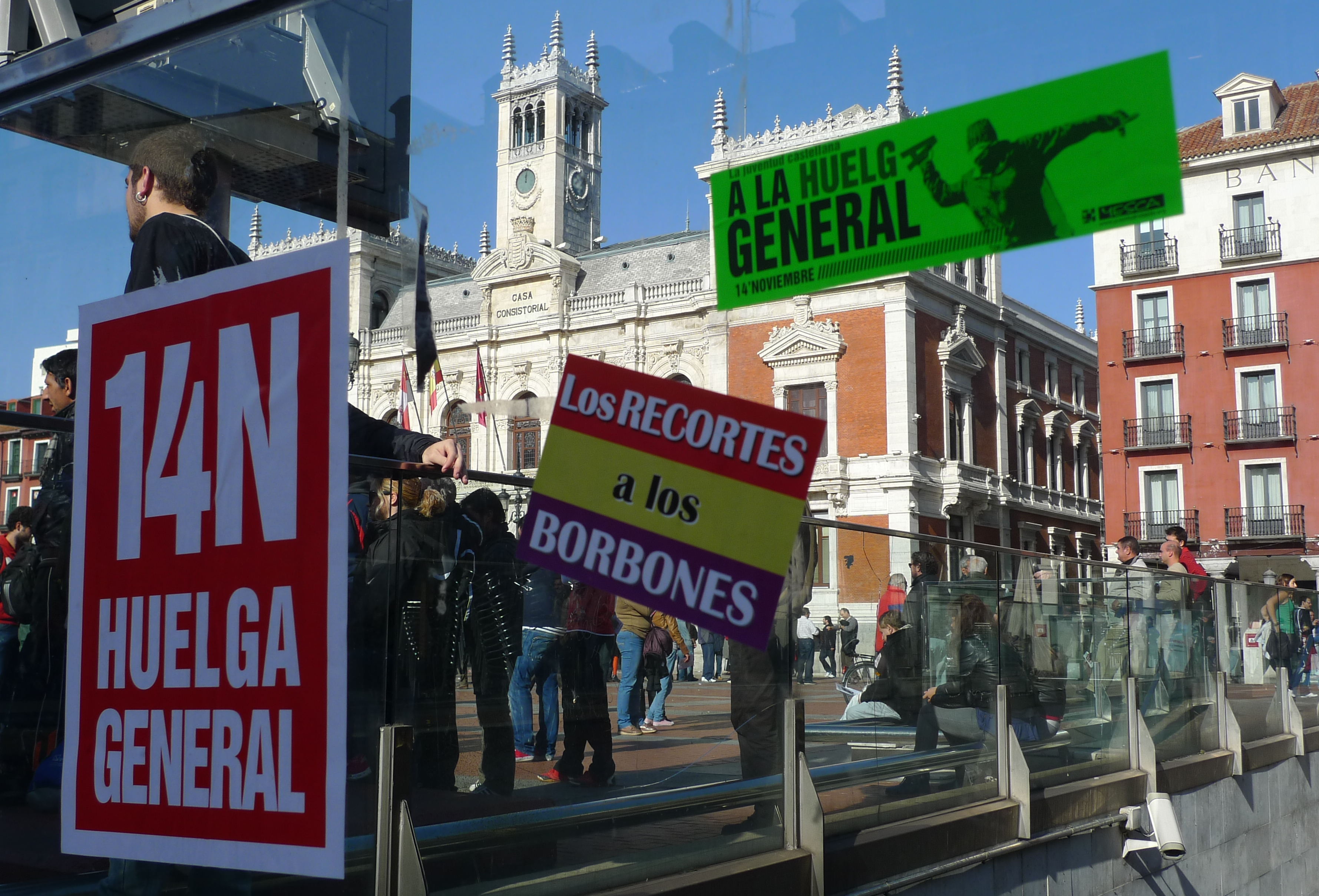
Carteles llamando a la huelga general, 2012, España

- Huelga general, cuando una huelga laboral se extiende a todas las actividades laborales, afecta al conjunto de trabajadores e incluso a otros estamentos sociales (estudiantes, jubilados, etc.). La huelga general se considera convocada de manera general para toda la población trabajadora.

Por su legalidad
- Huelga ilegal. La que no cumple los requisitos legales, en ocasiones denominada huelga salvaje.
  - Huelga política. La que está motivada por causas político-ideológicas o ajenas al interés profesional.
  - Huelga de solidaridad o apoyo. Las convocadas por colectivos de trabajadores distintos al colectivo que está ejerciendo su derecho de huelga.
  - Huelga novatoria. Las que tienen por objeto alterar lo pactado en convenio colectivo o establecido por laudo.[8]

### Por su duración
Convocada por un período determinado
- Huelga por horas o tiempo limitado no superior a la jornada completa.
- Huelga de uno o varios días

Convocada sin período de finalización
- Huelga indefinida

## Terminología en algunos países
En algunos países como México, Argentina, Uruguay, Chile, Ecuador y Perú, se le denomina comúnmente paro. Este término se refiere generalmente al abandono de tareas laborales, aunque también comúnmente se llama paro a toda movilización, protesta, manifestación, reclamo público, abandono de tareas o actuación de piquetes.
En algunos países como Ecuador, el Derecho del Trabajo y en concreto el código de trabajo ecuatoriano en su artículo 525 indica que la huelga es la suspensión de actividades organizada por trabajadores y el paro (cierre patronal), es realizado por los empleadores.